# Reincidentes
Reincidentes és un grup de música punk rock procedent de Sevilla (Andalusia) amb lletres molt crítiques amb la societat actual.
Les seves cançons tracten de temes molt diversos, des del dret a l'avortament, el maltractament o el comunisme fins al conflicte entre Palestina i Israel. També han musicat poemes de Miguel Hernández i versionat temes de cantautors com Lleó Gieco, Silvio Rodríguez, Víctor Jara i fins i tot de Lluís Llach

## Història
L'origen de Reincidentes es troba a la banda sevillana Incidente Local, que va tenir un lleu pas per l'escena de la seva ciutat entre el 1985 i 1986. Posteriorment, els integrants s'involucraren activament en les protestes estudiantils de 1987, fent un concert a la Universitat de Sevilla, llavors ocupada pels estudiants.
Després d'això, el grup va fer un gran pas en la seva consolidacó al gravar als estudis de Juan Pizarro. La maqueta que va sortir de l'estudi els va servir per participar en un concurs de rock promogut per la diputació de Sevilla l'any 1989, on van quedar finalistes.
Des de llavors, Reincidentes ha crescut i desenvolupat la seva personalitat, convertint-se en una de les bandes de rock de caràcter més social d'Andalusia i d'Espanya.
Entre els seus temes més coneguts es troben "Andalucía Entera" (dedicat al poble de Marinaleda), "La historia se repite", "Camela-3" (crítica a la manipulació informativa, atacant directament la cadena de televisió Antena 3), "Vicio", "Hablando con mi cerebro", "Un pueblo" (sobre el conflicte basc, amb la col·laboració de Fermin Muguruza) o "Ay Dolores" (dedicada a les dones maltractades, i on s'inclouen cors flamencs).
És també coneguda la seva política d'esquerres, tal com demostren temes com "Sáhara adelante" (recolzant al Sàhara occidental), "México levanta" (a favor del moviment zapatista), "La republicana" (a favor de la República Espanyola) o "Resistencia" (de suport a la Revolució Cubana). En algunes de les seves cançons, com "Andaluces Levantaos" (versió de l'himne d'Andalusia) o "Jornaleros andaluces", han tractat temes andalusites.
Reincidentes és una banda que no només no està en contra de la pirateria en la indústria musical sinó que la defineixen com "molt beneficiosa" per a músics i autors, ja que consideren que amb ella, les bandes allunyades dels circuits comercials, poden arribar a ser coneguts per un públic moltíssim més nombrós i facilitar la realització de concerts, que al seu judici és d'on veritablement li arriben diners al músic.

## Components
- Manuel J. Pizarro Fernández: Bateria.
- Fernando Madina Pepper: Baix i veu principal.
- Finito de Badajoz "Candy": Guitarra i veu.
- Juan M. Rodríguez Barea: Guitarra i veu.
- Carlos Domínguez Reinhardt: Tècnic de so.

A més dels components habituals, la banda ha comptat en alguns temes amb la col·laboració de cantants com Rosendo, Juanjo Pizarro, Enrique "el Drogas" de Barricada, Mohamed de Mägo de Oz, Kutxi Romero de Marea, Iván Jiménez "el Flaco" Out'n outers, Robe Iniesta d'Extremoduro, Evaristo de La Polla Records i Gatillazo, entre d'altres.
Un dels components, Selu, que tocava el saxofon va deixar la banda el 1993 i va ser substituït per Finito de Badajoz a la guitarra, que va modificar i endurir el so del grup.

## Discografia
- Reincidentes. Discos Trilita, 1989, reeditat per Discos Suicidas.
- Ni un paso atrás. Discos Suicidas, 1991
- ¿Dónde está Judas?. Discos Suicidas, 1992
- Sol y Rabia. Discos Suicidas, 1993
- Nunca es tarde... si esta es buena. Discos Suicidas, 1994
- Materia Reservada. Discos Suicidas, 1997
- ¡Te lo dije!. Ariola/RCA, 1997
- Los Auténticos. Discos Suicidas, 1998
- Algazara. BMG Ariola/RCA, 1998
- ¿Y ahora qué?. BMG Ariola/RCA, 2000
- La otra orilla. Boa Music, 2001
- Cosas de este mundo. Locomotive Music, 2002
- Acústico. Locomotive Music, 2004
- El comercio del dolor. Locomotive Music, 2005
- Dementes (CD+CDmultimedia). Locomotive Music, 2006
- América: Canciones de ida y vuelta. Realidad Musical 2008
- Ni un paso atrás (en directe) amb Porretas, Boikot i Sonora 2008
- Tiempos de ira. Maldito Records, 2011
- Aniversario, 2013
- Awkan - Haciendo Hablar al Silencio, 2015 (1 llibre, 6 títols nous i 1 CD i 1 DVD en directe gravat durant la gira llatinoamericana)